# Poustevna Ukřižování na Golgotě (Solovecký klášter)
Poustevna Ukřižování na Golgotě (rusky Голгофо-Распятский скит) je jedna z pousteven Soloveckého kláštera, založená na Anzerském ostrově na počátku 18. století zdejším mnichem, přepodobným Iovem. Ve 20. a 30. letech 20. století byla jakožto pobočka Soloveckého tábora zvláštního určení místem kruté smrti tisíců vězňů.

## Historie

### Založení

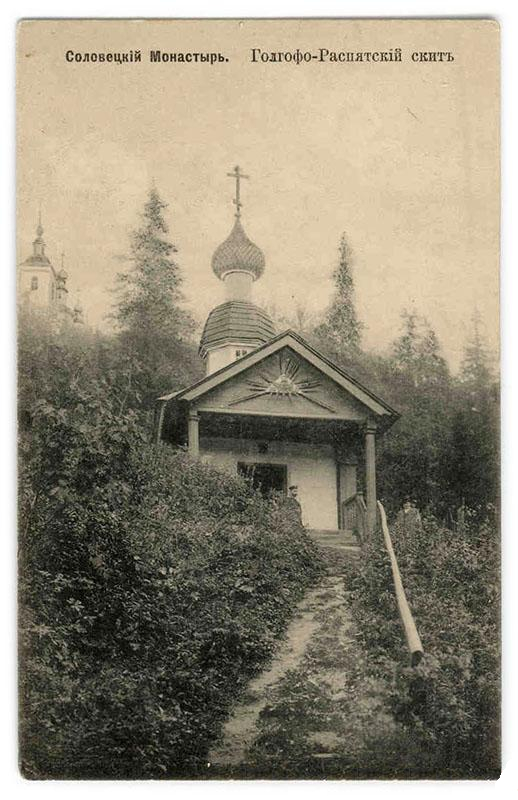
Poustevna na počátku 20. století

Podle legend založil poustevnu přepodobný Iov Anzerský, bývalý zpovědník Petra I., který musel na Solovecké ostrovy do vyhnanství, neboť se stal obětí dvorských intrik. Roku 1712 pracoval na Anzerském ostrově na výstavbě poustevny sv. Trojice, když se mu měla zjevit Bohorodice s přepodobným Eleazarem Anzerským. Bohorodice mu přikázala založit na jednom z nejvyšších anzerských kopců novou poustevnu s chrámem zasvěceným Ukřižování Ježíše Krista. Předpověděla také, že tento vrch se stane druhou Golgotou, kde budou mnozí mučedníci trpět za Krista.
15. července 1713 skutečně vydal arcibiskup cholmogorský Varnava listinu, kterou dal požehnání k založení poustevny a stavbě kamenných chrámů - Ukřižování Ježíše Krista na vrchu Golgotě a Zesnutí přesvaté Bohorodice pod kopcem. Nicméně kvůli nedostatku prostředků vyrostl pouze dřevěný chrám na Golgotě, zasvěcený roku 1715 Ukřižování Ježíše Krista. Později k němu byla přistavěna také zvonice, chrámová předsíň a jídelna.
Iov v poustevně zavedl přísný asketický řád, který zahrnoval kromě obyčejných mnišských nařízení také povinnost pro každého poustevníka každý den přečíst 5 kafizmat (bloky žalmů), 500 Ježíšových modliteb a provést 300 poklon až k zemi. Mniši také nesměli mít osobní vlastnictví, stravovali se pouze zeleninou a postním olejem, ženám byl do poustevny vstup přísně zakázán.
Po smrti Iova roku 1720 zůstali v poustevně pouze 2 mniši, ostatní odešli buď do nedaleké poustevny sv. Trojice či do Soloveckého kláštera, poustevna na Golgotě tak začala upadat. V roce 1723 rozhodnul nejsvětější synod o sjednocení s poustevnou sv. Trojice a roku 1764 byla přičleněna pod Solovecký klášter. Ve Zprávě o klášterech z roku 1781 se uvádí, že v poustevně nikdo nežil a menší cely shnily a rozpadly se.

### Obnova a rozvoj
K obrození došlo až na počátku 19. století v souvislosti s působením soloveckého archimandrity Dosifeje. Ten nechal roku 1828 zbudovat na Golgotu cestu a v roce 1830 byl vysvěcen nový kamenný dvoupatrový chrám s pěti věžemi, zasvěcený Ukřižování Ježíše Krista se zimním přídělkem Zesnutí Boží Matky. Do přídělku uložili ostatky přepodobného Iova Anzerského. Roku 1831 byl dostavěn první hotel pro poutníky. V roce 1835 byl původní dřevěný chrám přenesen k úpatí kopce a zasvěcen Vzkříšení Kristovu. Přibližně v té době vyrostla nahoře dvoupatrová budova s jídelnou, kuchyní a jinými hospodářskými budovami. V přídělku u Iovových ostatků se střídalo 6 zvláště k tomu vyčleněných mnichů v nepřetržitém předčítání žalmů. Původní přísný řád byl obnoven s tou výjimkou, že ve sváteční dny byla mnichům dovolena ryba (nikdo totiž podle slov archimandrity nechtěl dodržovat tak přísný půst).

### Ruská Golgota
Mezi lety 1923-1939 byla v objektech zrušené poustevny zřízena pobočka Soloveckého tábora zvláštního určení. Zdejšími vězni byli částečně pravoslavní a katoličtí kněží. Také zde byly drženy ženy z kriminálního prostředí - nemocné pohlavními nemocemi, narkomanky, prostitutky a zlodějky. Posílali sem i nakažené infekčními nemocemi či provinilce proti táborovému řádu. Nejvýmluvnějšími svědky nelidských podmínek v tomto izolátoru jsou masové hroby tisíců vězňů na úpatí kopce. Mezi nimi byl identifikován metropolita voroněžský a zadonský Petr (dnes svatořečený), nad jehož ostatky byla zbudována nevelká dřevěná kaple. Bohužel se tak naplnilo údajné proroctví zjevené zakladateli poustevny, že zde mnozí budou trpět pro Krista. Stalinští dozorci proměnili vrcholek ve skutečnou ruskou Golgotu.

## Chrámy
- chrám Ukřižování Ježíše Krista (1827-1830)
- dřevěný chrám Vzkříšení Kristova (1715)

## Současný stav
Roku 1994 byl na úpatí kopce vztyčen poklonný kříž na památku pravoslavných biskupů, vězněných na Anzerském ostrově. V roce 1998 byla postavena nevelká budova s celami, ve kterých v létě přebývali mniši ze Soloveckého kláštera. Roku 2000 byla poustevna oficiálně obnovena, byly sem navráceny ostatky přepodobného Iova Anzerského. Chrám Vzkríšení Kristova byl zrestaurován v roce 2001, kamenný chrám Ukřižování Ježíše Krista v roce 2008. Poutníci a turisté mohou poustevnu navštívit v rámci organizovaných exkurzí na Anzerský ostrov.

## Galerie

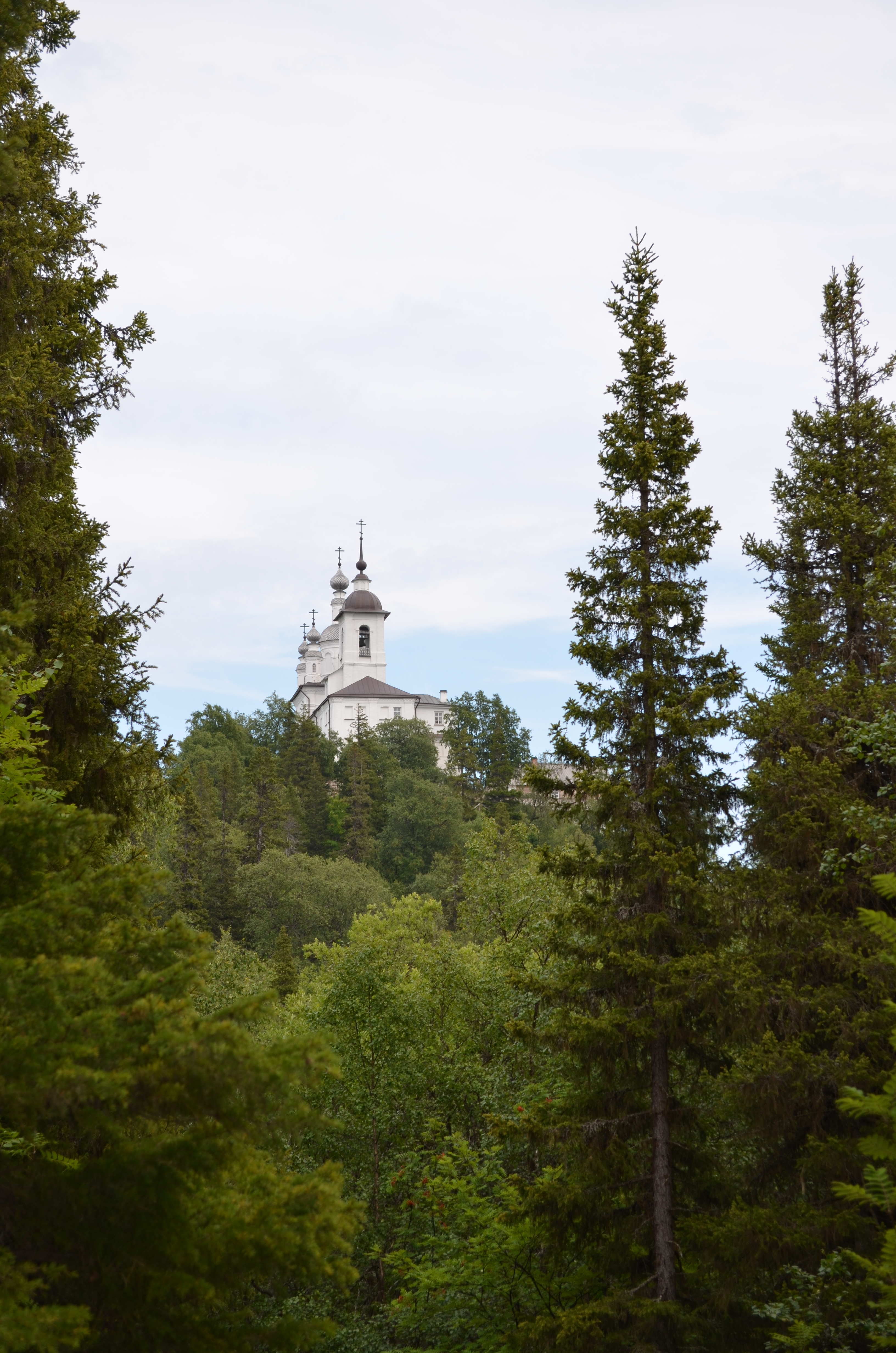
Pohled ze západu
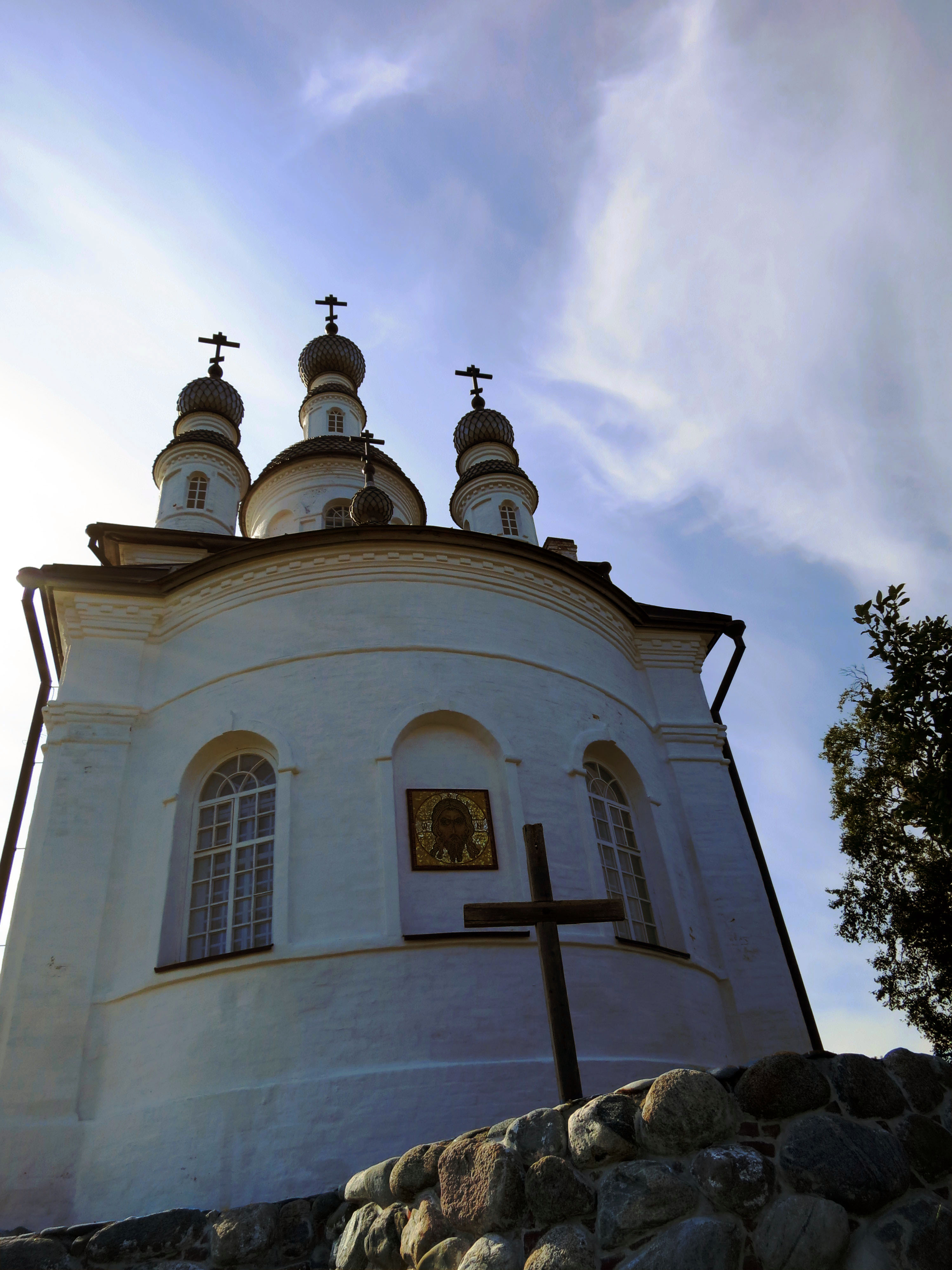
Chrám Ukřižování Ježíše Krista
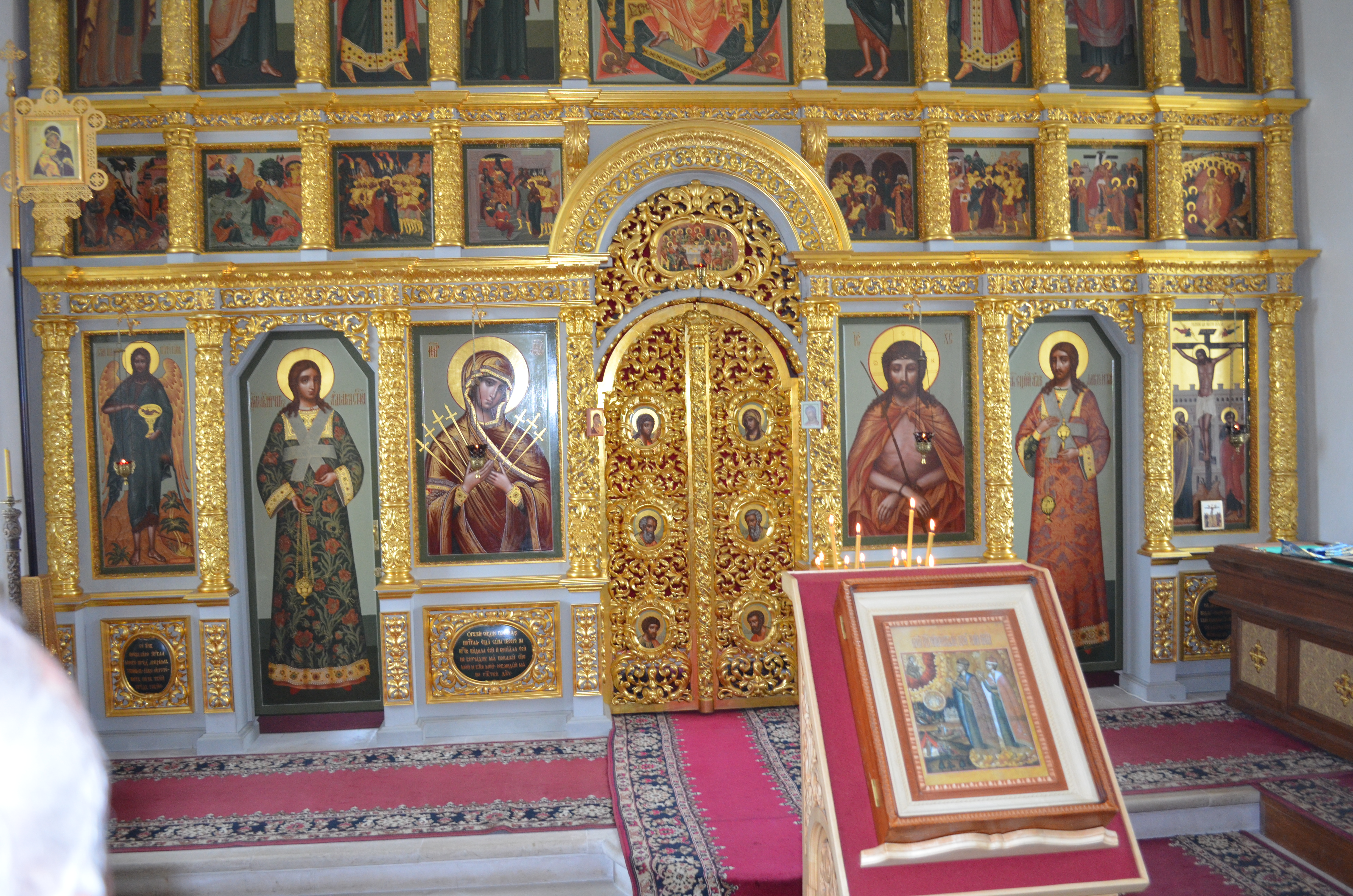
Ikonostas
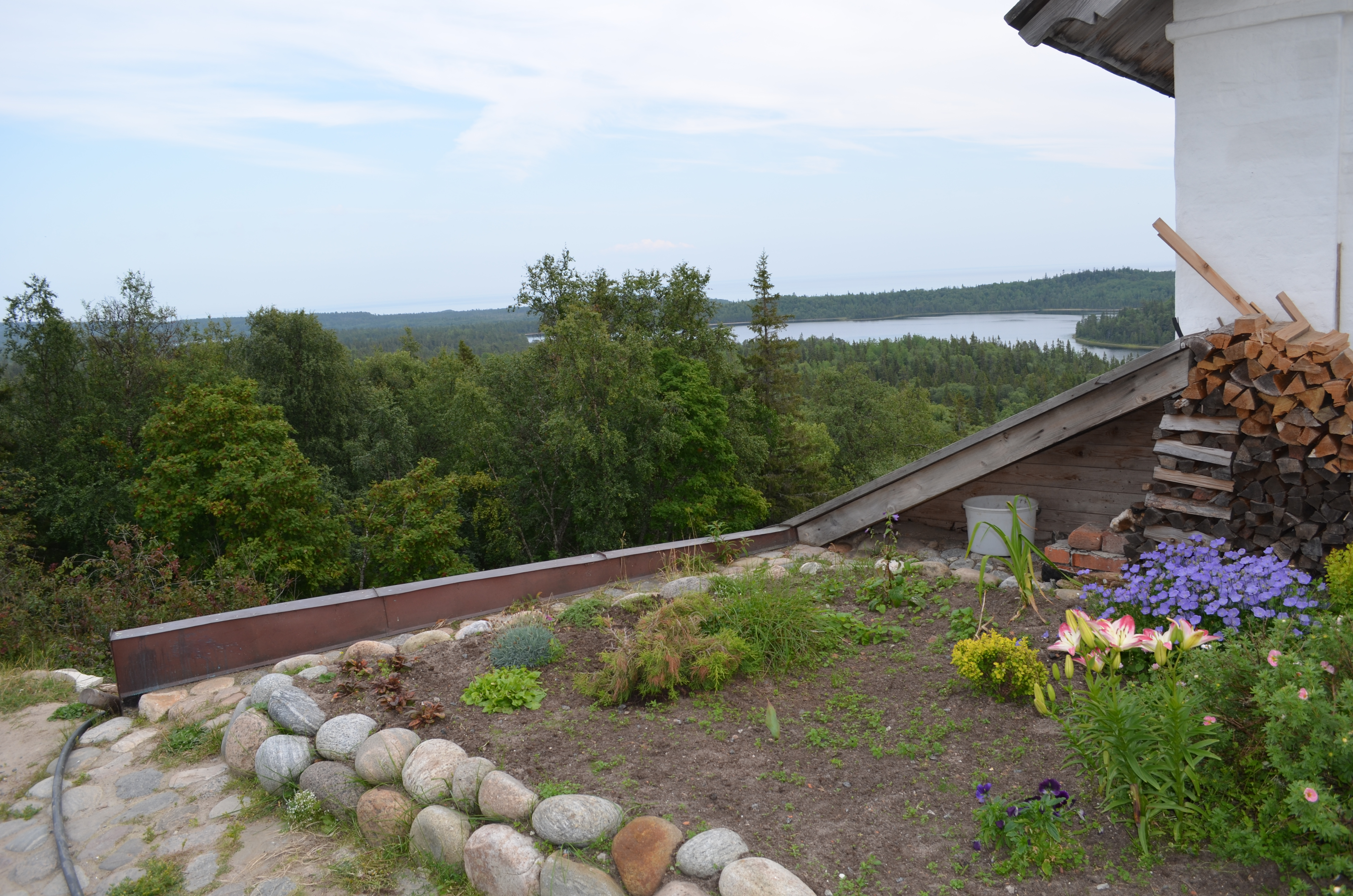
Výhled z Golgoty
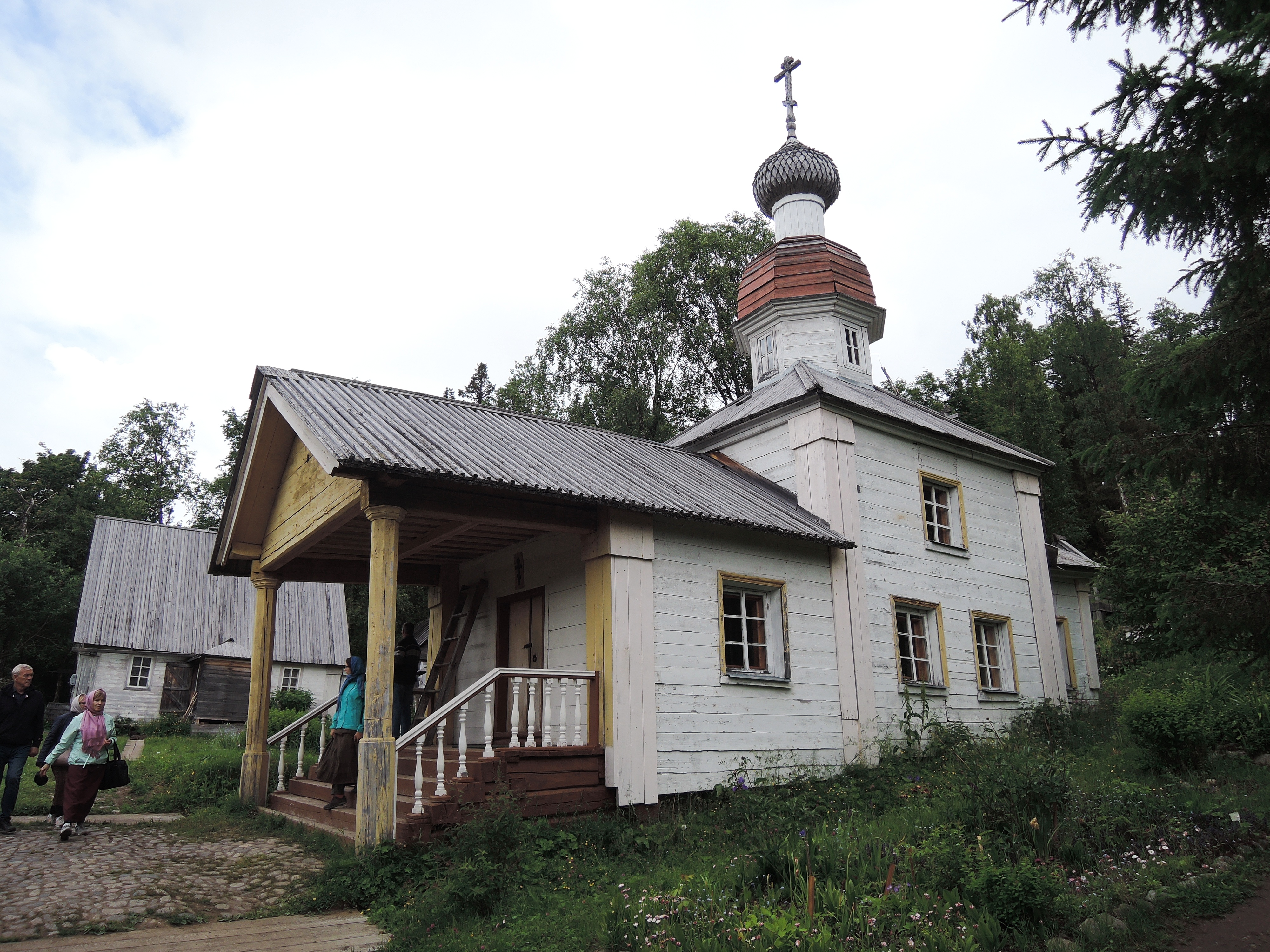
Chrám Vzkříšení Kristova
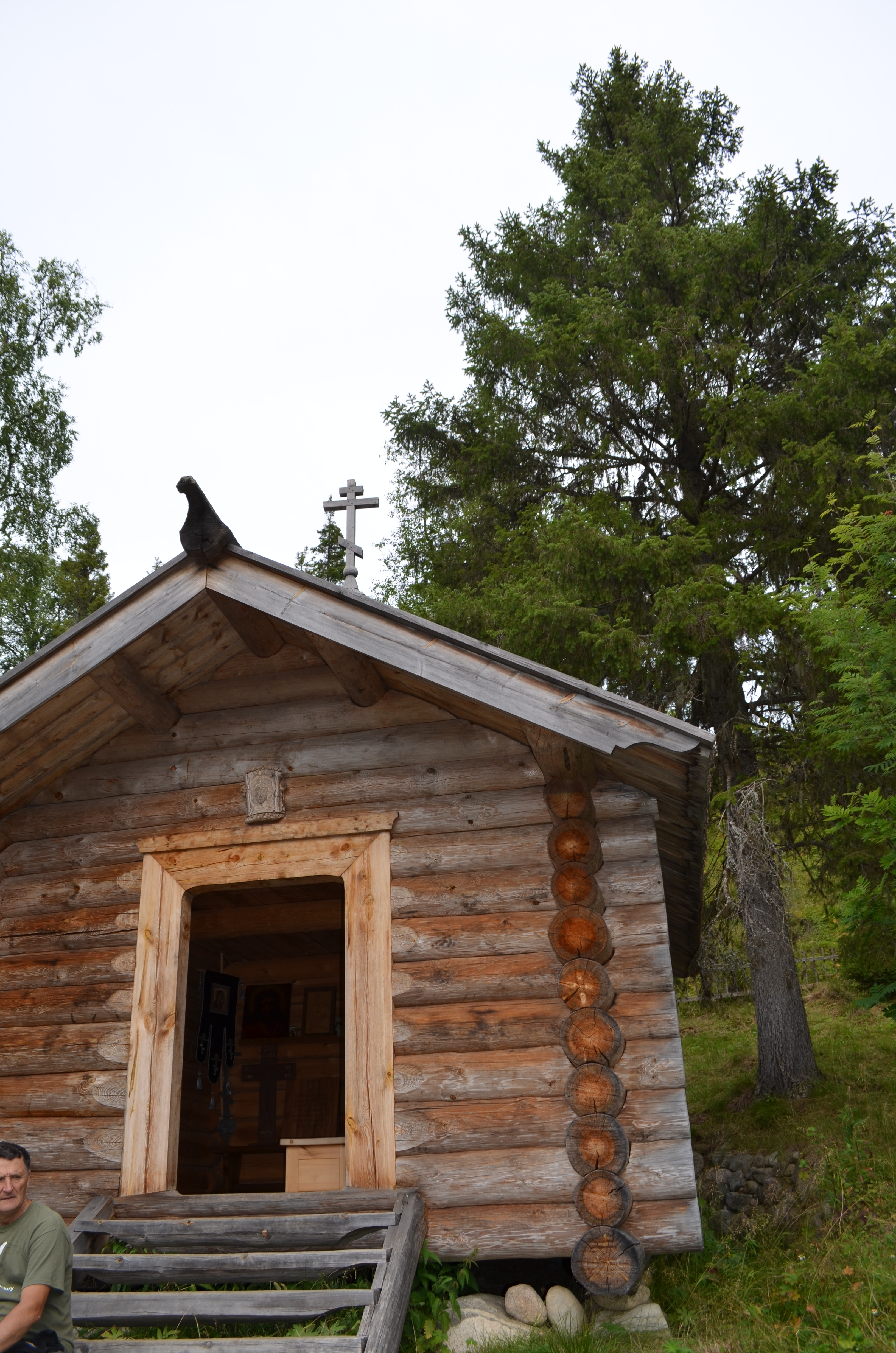
Kaple nad ostatky metropolity voroněžského a zadonského Petra, zavražděného bolševiky
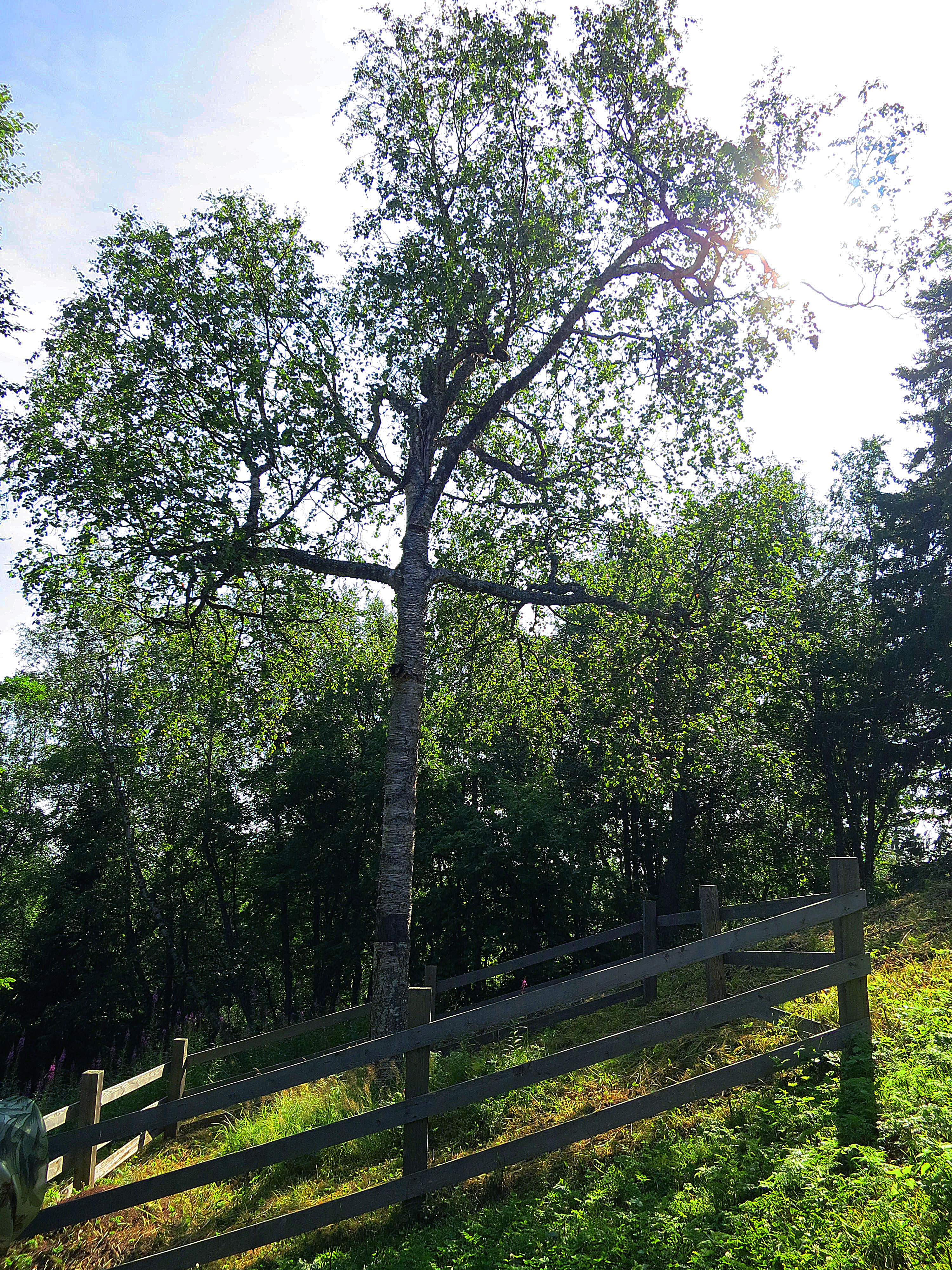
Bříza ve tvaru kříže
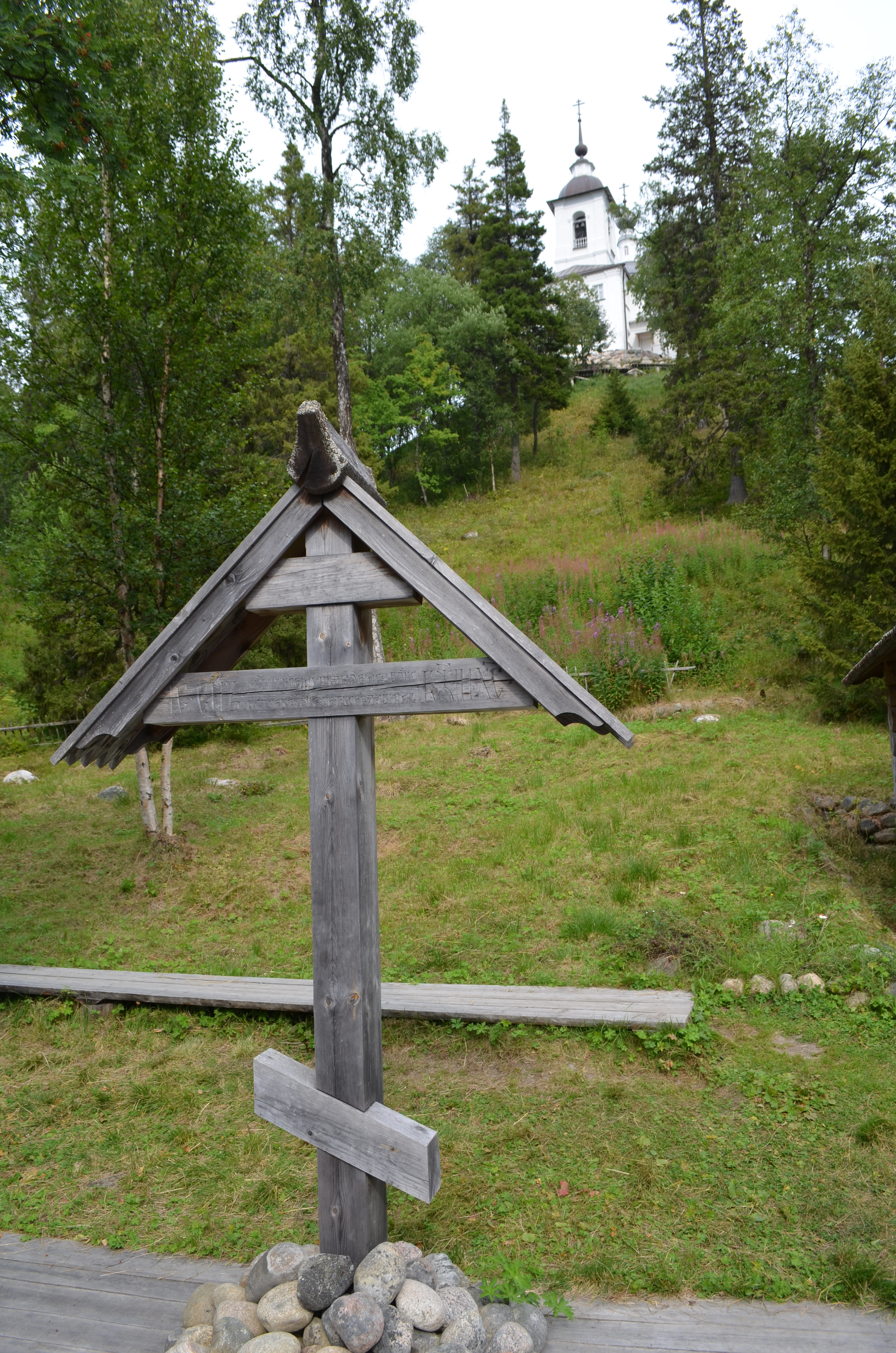
Poklonný kříž
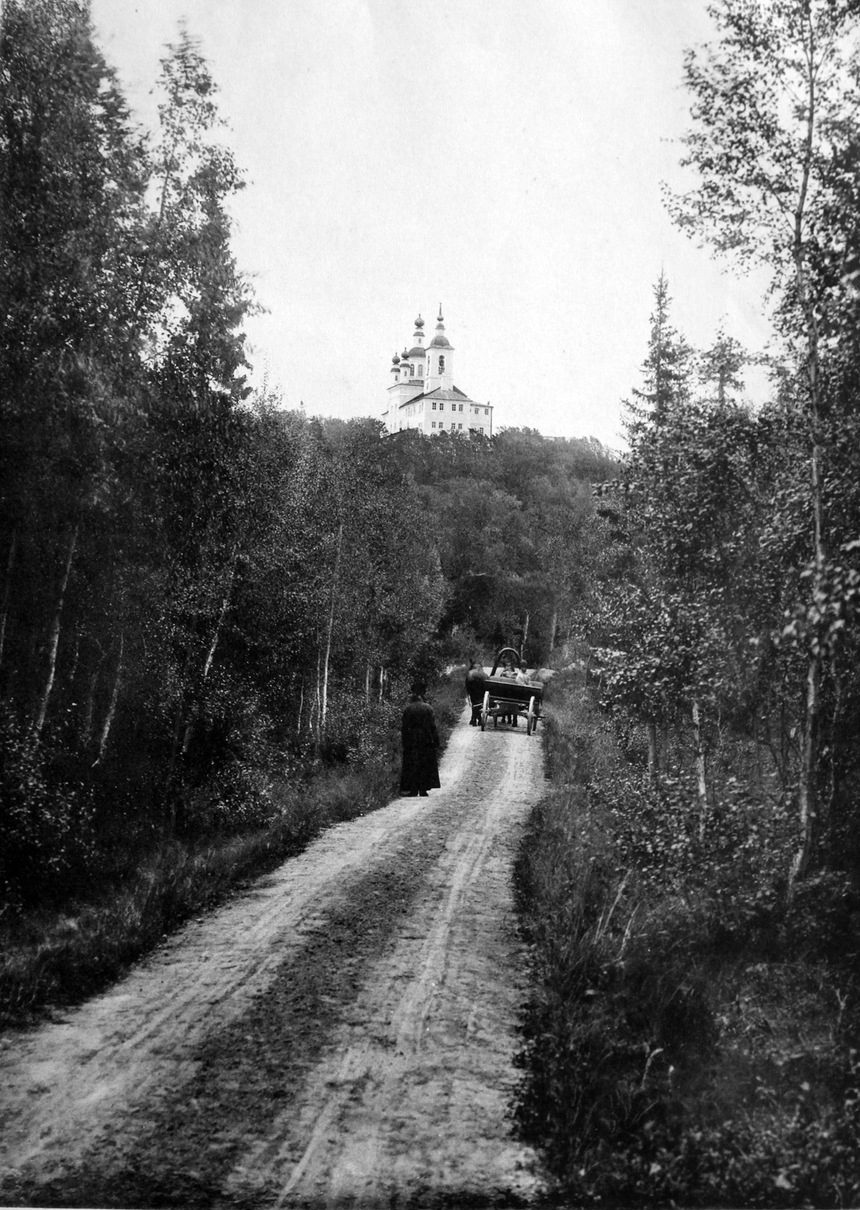
Cesta k poustevně na počátku 20. stol.